# David Sandström
David Sandström es un músico, nacido el 2 de enero de 1975, en Umeå, Suecia, es conocido por ser el baterista de la banda de hardcore Refused.
Comenzó tocando batería, bajo o cantando, pasando por varias bandas hasta fundar Refused en 1991. Al separarse dicha banda, comenzó con su proyecto TEXT en 1998. En el 2008, comenzó con la banda de hardcore AC4.
Aunque los rumores comenzaron en marzo del 2010, la reunión de Refused se hizo pública el 9 de enero de 2012, participando en los festivales Coachella Valley y Way Out West respectivamente.

## Participaciones
- Refused — batería (1991–1998, 2012)
- Final Exit (alias Dave Exit) — voz (1994–1997, 2007)[5]
- David Sandström Overdrive — voz (2005–2009)
- AC4 — bajo (2008–2011)[6]